# Southern Harbour
Southern Harbour es un pueblo canadiense situado en la provincia de Terranova y Labrador.

## Superficie
Southern Harbour tiene una superficie de 5,39 km².

## Demografía
En 2021, tenía 313 habitantes, una densidad poblacional de 58,1 hab./km², y 209 viviendas.